# Dlururejo
Dlururejo is een bestuurslaag in het regentschap Nganjuk van de provincie Oost-Java, Indonesië. Dlururejo telt 687 inwoners (volkstelling 2010).